# Bataille de Pichincha
La bataille de Pichincha, livrée le 24 mai 1822 dans le cadre des guerres d'indépendance en Amérique du Sud, eut lieu sur les pentes du Guagua Pichincha et opposa une armée de patriotes indépendantistes commandée par Antonio José de Sucre à une armée royaliste espagnole dirigée par Melchor de Aymerich. La défaite des royalistes entraîna la libération de Quito et assura l'indépendance des anciennes provinces de la Real Audiencia de Quito, juridiction administrative coloniale espagnole, appelées à devenir plus tard la république de l’Équateur.

## Contexte
La campagne militaire pour l'indépendance de la Real Audiencia de Quito débute le 9 octobre 1820 lorsque la cité portuaire de Guayaquil proclame son indépendance vis-à-vis de la couronne espagnole après une brève et peu sanglante révolte contre la garnison militaire locale. Les dirigeants du mouvement, des intellectuels et patriotes locaux ainsi que des officiers pro-indépendantistes d'origines vénézuélienne et péruvienne, mettent en place un conseil pour gouverner la ville et sa province et créent une force militaire dans le but de défendre Guayaquil et de répandre le processus d'indépendance aux autres provinces de l'Audiencia.
Dans le même temps, le cours des guerres d'indépendance en Amérique du Sud a définitivement tourné en la défaveur de l'Espagne. La victoire de Simón Bolívar lors de la bataille de Boyacá (le 7 août 1819) a scellé l'indépendance de l'ancienne vice-royauté de Nouvelle-Grenade, alors qu'au sud, José de San Martín a fait débarquer son armée sur la côte péruvienne au mois de septembre 1820 et prépare une campagne pour libérer la Vice-royauté du Pérou de la domination espagnole.

### Campagnes initiales (1820-1821)
La première campagne militaire pour tenter de libérer les provinces de la Real Audiencia de Quito est l'œuvre du nouveau gouvernement de Guayaquil qui a levé une armée de recrues locales, forte d'environ 1 800 hommes, et l'envoie au mois de novembre 1820 vers les hautes terres du centre du pays, dans le but d'encourager d'autres villes à se joindre à la cause indépendantiste. Après quelques succès initiaux, dont la déclaration d'indépendance de Cuenca le 3 novembre 1820, les patriotes se voient infliger une sévère défaite par l'armée royaliste à Huachi, près d'Ambato, le 22 novembre 1820, et doivent battre en retraite vers les terres côtières.
Au mois de février 1821, Guayaquil commence à recevoir des renforts, des armes et du matériel, qui leur sont envoyés par Simón Bolívar, le président de la République de Colombie. Au mois de mai, le général Antonio José de Sucre, commandant en chef de la division sud de l'armée colombienne et celui des lieutenants de Bolívar en qui celui-ci a le plus confiance, arrive à Guayaquil. Il prend le commandement de l'armée de patriotes et commence des opérations visant à la libération de Quito et de toute la Real Audiencia. Le but politique final de Bolívar est d'incorporer toutes les provinces de l'Audiencia, y compris celle de Guayaquil, à la Colombie. Pour cela, le temps est un facteur décisif car il est vital de remporter la victoire avant que José de San Martín, qui combat actuellement au Pérou, ne puisse remonter vers Guayaquil et faire valoir les droits péruviens sur l'importante cité portuaire.
La campagne de Sucre débute au mois de juillet 1821. Comme lors de la première campagne, son armée, après plusieurs succès de peu d'importance, est battue par les forces royalistes le 12 septembre 1821, également à Huachi. Cette seconde campagne se termine par un armistice signé entre les patriotes et les espagnols le 19 novembre 1821.

### Troisième campagne de libération (1822)

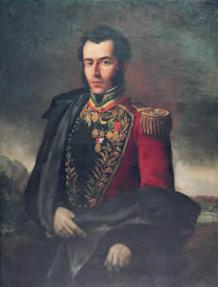
Antonio José de Sucre

De retour à Guayaquil, Sucre en vient à la conclusion que la meilleure façon d'agir pour sa prochaine campagne est d'abandonner toute tentative d'avancée directe sur Quito, en passant par Guaranda, et d'opter plutôt pour une approche indirecte, en marchant d'abord vers le sud et Cuenca avant de faire demi-tour et de marcher au nord en empruntant un corridor inter-andin en direction de Quito. En effet, reprendre Cuenca couperait toute communication entre Quito et Lima et permettrait à Sucre d'attendre les renforts venus du Pérou promis par San Martín. Une avance lente et progressive des basses terres vers les Andes permettrait également une adaptation graduelle des troupes aux effets physiologiques de l'altitude. Et enfin, c'est le seul moyen d'éviter de livrer un autre combat dans des conditions défavorables contre les forces royalistes qui descendent de Quito.
Au début du mois de janvier 1822, Sucre entame sa nouvelle campagne. Son armée compte désormais environ 1 700 hommes, aussi bien des vétérans des campagnes précédentes que des nouvelles recrues. Elle comprend des troupes de la province de Guayaquil et des volontaires des hautes terres, les deux contingents étant réunis dans le bataillon Yaguachi ; des colombiens envoyés par Bolívar ; un bataillon entier de volontaires britanniques (bataillon Albión), principalement des écossais et des irlandais; et même un petit nombre de français. Le 18 janvier 1822, cette armée marche sur Machala, dans les terres côtières du sud. Le 9 février, après avoir traversé les Andes, Sucre entre dans la ville de Saraguro, où il est rejoint par 1 200 hommes de la division péruvienne, le contingent promis par San Martín. Cette force est constituée en grande majorité de recrues péruviennes et d'officiers argentins et chiliens. En face de cette force multinationale de presque 3 000 hommes, le détachement de cavalerie royaliste fort de 900 hommes et chargé de défendre Cuenca bat en retraite vers le nord, poursuivi à distance par la cavalerie patriote. Cuenca est prise par Sucre le 21 février 1822 sans qu'un seul coup de feu soit tiré et le conseil local décide par décret son rattachement à la Colombie.
Durant les mois de mars et d'avril, les royalistes continuent de marcher en direction du nord en évitant la bataille avec l'armée de Sucre. Néanmoins, le 21 avril, une féroce escarmouche de cavalerie a lieu à Tapi, près de Riobamba. Les royalistes abandonnent le champ de bataille à la fin de la journée alors que le gros des troupes de Sucre s'empare de Riobamba et y reste jusqu'au 28 avril, date à laquelle ils reprennent leur avancée vers le nord.

## Ordre de bataille

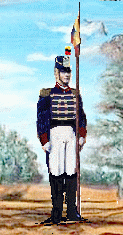
Soldat de l'armée de Bolívar division Sud (1821).

| Opposants               | Division Sud de l'armée du Libertador | Armée royaliste espagnole |
| ----------------------- | --- | --- |
| Effectifs               | 2 971 hommes | 1 894 hommes |
| Généraux en chef        | Antonio José de Sucre | Melchor de Aymerich |
| Autres officiers        | José Mires (Cdt en chef de la division de Colombie), Andrés de Santa Cruz (Cdt en chef de la division du Pérou), Antonio Morales (Chef d'état-major), Daniel Florencio O'Leary (Aide de camp de l'état-major), José María Córdova (Cdt du Alto Magdalena), José Leal (Cdt du Cazadores del Paya), José María Ortega (Cdt du Yaguachi), John Mackintosh (Cdt du bataillon Albión), Félix Olazábal (Cdt du Trujillo) | Francisco González, Manuel María Martínez de Aparicio, Patricio Bray                                                                          |
| Bataillons d'infanterie | Cazadores del Paya, Albión, Alto Magdalena, Yaguachi, Trujillo et Piura | 1er bataillon d'Aragon, Tirailleurs de Cádiz, Chasseurs légers de Constitución                                                                |
| Escadrons de cavalerie  | Dragons du Sud, Grenadiers à cheval des Andes, Chasseurs montés 1 et 2, Lanciers et une compagnie d'artillerie | Dragons de Grenade, Dragons de la reine Isabelle, Dragons de la garde présidentielle, Hussards de Ferdinand VII et une compagnie d'artillerie |

## Déroulement

### Avancée vers Quito
Le 2 mai 1822, les forces patriotes atteignent la ville de Latacunga, à 90 kilomètres au sud de Quito. Sucre y réorganise ses troupes et grossit ses rangs avec des volontaires venus des villes voisines, en attendant l'arrivée du bataillon colombien Alto Magdalena ainsi que des rapports sur les intentions de l'armée royaliste. Pendant ce temps, Melchor de Aymerich met en place des points fortifiés et des positions d'artillerie dans les principales passes montagneuses conduisant à Quito. Sucre, désireux d'éviter une confrontation en terrain défavorable, décide de flanquer les positions royalistes en avançant le long des pentes du Cotopaxi pour atteindre la vallée de Chillos, sur l'arrière des positions fortifiées royalistes. Le 14 mai, l'armée royaliste, devinant les intentions de Sucre, recule sur Quito et, le 18 mai, après une marche difficile, l'armée de Sucre occupe Sangolquí.

### L'ascension du Pichincha
Dans la nuit du 23 au 24 mai 1822, l'armée patriote commence à grimper les pentes du Guagua Pichincha, avec une avant-garde de 200 Colombiens du Alto Magdalena suivie par le corps principal et, à l'arrière, la Légion britannique qui protège le train de munitions. En dépit des efforts vigoureux des troupes, l'ascension sur les pentes du volcan est plus lente que prévu car la pluie qui tombe durant la nuit transforme les sentiers montagneux en bourbiers.
À l'aube, et à la consternation de Sucre, l'armée n'a pas beaucoup progressé, se trouvant à peine à mi-chemin du sommet, à 3 500 mètres d'altitude, et surtout à la vue des sentinelles royalistes de Quito. À 8 heures du matin, Sucre, anxieux à propos de la lente progression de la Légion britannique et avec des troupes exténuées et souffrant de l'altitude, ordonne une halte en enjoignant à ses lieutenants de cacher leurs bataillons du mieux qu'ils peuvent. Il envoie une partie du bataillon péruvien Cazadores del Paya en reconnaissance et le fait suivre par le bataillon Trujillo, également composé de Péruviens. Une heure et demie plus tard, ces troupes, à leur grande surprise, sont soudainement frappées par une mitraille de balles. La bataille a commencé.

### Bataille à3 500 mètresd'altitude

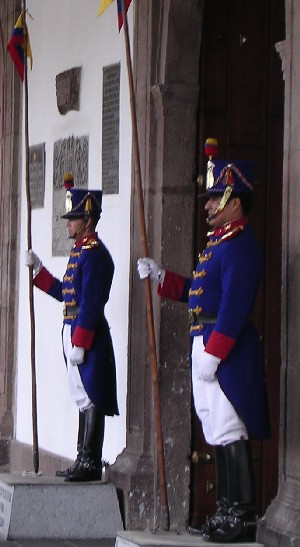
Grenadiers de la garde d'honneur du palais présidentiel de Quito.

En effet, quand les sentinelles espagnoles ont repéré l'armée de Sucre à l'aube, Aymerich, conscient des intentions de Sucre de le prendre à revers en escaladant le Pichincha, a donné l'ordre à son armée d'entreprendre à son tour l'ascension du volcan dans l'intention de livrer bataille.
Le premier contact s'étant effectué sur un terrain particulièrement difficile, les deux commandants n'ont d'autre choix que de jeter petit à petit leurs troupes dans la bataille. Il y a peu de place pour manœuvrer sur les pentes très raides du volcan, au milieu de profondes ravines et d'épais sous-bois. Les hommes du bataillon Cazadores del Paya, ayant récupéré du choc initial, prennent position sous un violent feu adverse et attendent l'arrivée du bataillon Trujillo. Sucre, espérant que les Espagnols soient aussi fatigués que ses propres troupes, envoie à l'assaut le bataillon Yaguachi alors que les Colombiens d'Alto Magdalena essaient de prendre l'ennemi à revers mais échouent en raison du terrain trop accidenté. Bientôt, les bataillons patriotes, commençant à subir des pertes importantes et à manquer de munitions, entreprennent de battre en retraite.
Alors que la position de la Légion britannique, qui transporte l'essentiel des munitions, est inconnue, l'armée royaliste semble prendre l'avantage. Le bataillon Piura fuit avant même de prendre contact avec l'ennemi et, par désespoir, une partie des troupes du Cazadores del Paya effectue une charge à la baïonnette qui stabilise la situation pendant un moment avec de lourdes pertes des deux côtés.
Néanmoins, Aymerich, a détaché durant sa marche le bataillon d'élite Aragón du corps principal de façon qu'il tombe sur l'arrière des patriotes et brise leurs lignes par une attaque surprise. L'Aragón, une unité de vétérans espagnols ayant participé à de nombreux combats durant la guerre d'indépendance espagnole et en Amérique du Sud, accomplit parfaitement son mouvement et s'apprête à assaillir par l'arrière les lignes adverses quand il est surpris par l'arrivée à point nommée de la Légion britannique. Celle-ci occupe une position plus haute que celle des Espagnols et, avec l'aide du bataillon Alto Madgalena, inflige de lourdes pertes au bataillon Aragón et le met hors de combat. Les Colombiens chargent alors les lignes royalistes, qui finissent par rompre.
À midi, Aymerich ordonne la retraite et l'armée royaliste, désorganisée et éreintée, se replie sur Quito, en bon ordre dans sa majorité. Les Colombiens atteignent les abords de Quito mais ne vont pas plus loin, suivant les ordres de leurs officiers qui ont prudemment décidé de ne pas laisser entrer leurs soldats dans la ville. La bataille de Pichincha, d'une durée de moins de trois heures, se termine par la victoire des patriotes.

## Conséquences

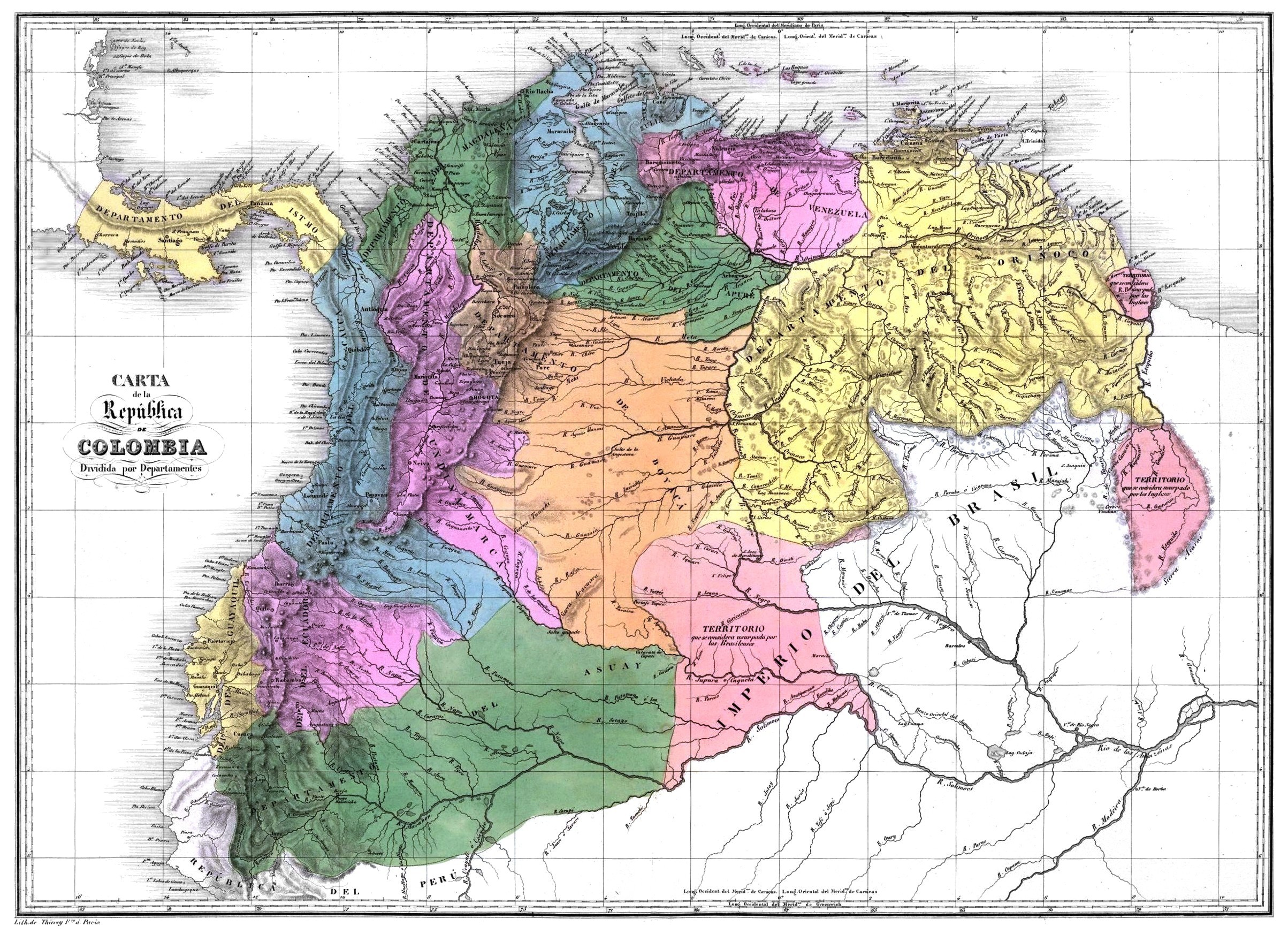
Carte de la Grande Colombie.

Bien que dans le contexte général des guerres d'indépendance en Amérique du Sud, la bataille de Pichincha soit un affrontement mineur pour ce qui est du nombre de troupes impliquées, ses conséquences sont autrement importantes. Le 25 mai 1822, l'armée de Sucre entre dans Quito où elle reçoit la capitulation de l'armée espagnole. Cette capitulation, qui met fin à la résistance royaliste dans la région, permet à Bolívar d'entrer dans Quito le 16 juin et de déclarer, au milieu de l'enthousiasme général de la population, que la province est désormais incorporée à la République de Colombie.
Guayaquil est alors encore incertaine sur son avenir, car il y existe un fort courant d'opinion en faveur de l'indépendance de la province, mais l'arrivée de Bolívar et de son armée victorieuse dans la ville finit par forcer la main des dirigeants locaux et le conseil de la ville proclame que la province de Guayaquil fait désormais partie de la Colombie le 13 juillet 1822.
Huit ans plus tard, en 1830, les trois départements de Quito, Guayaquil et Cuenca font sécession de la Colombie et créent une nouvelle nation, qui prend le nom de République de l’Équateur.